# Бреннер, Майор Рафаилович
Ма́йор Рафаи́лович Бре́ннер (7 января 1907, Екатеринослав — 7 апреля 1973, Баку) — советский пианист и музыкальный педагог. Народный артист Азербайджанской ССР (1968).

## Биография
После окончания Екатеринославского музыкального техникума поступил в Петроградскую консерваторию в класс Леонида Николаева. По окончании консерватории концертировал как солист и ансамблевый музыкант.
С середины 1930-х годах обосновался в Баку, окончил аспирантуру Бакинской консерватории под руководством Узеира Гаджибекова.
В 1930-1940-е годы был первым исполнителем ряда произведений азербайджанских композиторов — Кара Караева, Фикрета Амирова и др. Бреннер был одним из основателей азербайджанской фортепианной школы, с 1935 года преподавал в консерватории, с 1951 года профессор; среди его учеников, в частности, Фархад Бадалбейли.